# Partito Nazionale della Patria

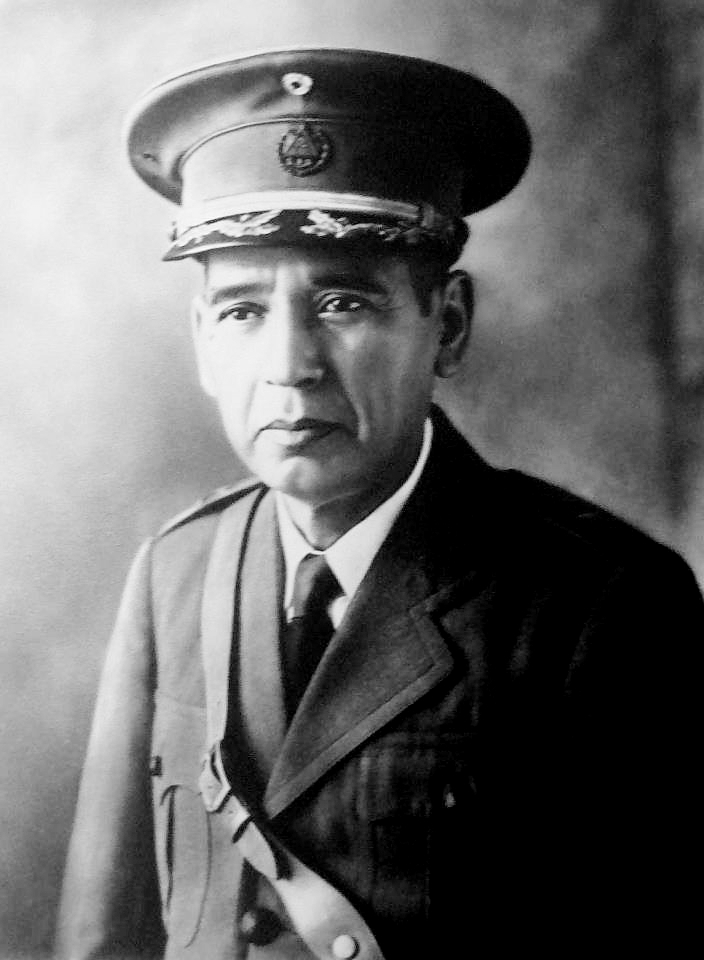
Maximiliano Hernàndez Martìnez (1882-1966), presidente del partito dalla sua fondazione alla sua dissoluzione.

Il Partito Nazionale della Patria (in spagnolo Partido Nacional Pro-Patria), fu un partito politico salvadoregno di stampo nazionalista e autoritario. Esso si ispirava ai movimenti corporativisti europei quali fascismo e nazionalsocialismo. Il partito venne fondato nel 1931 dal Generale di brigata Maximiliano Hernández Martínez che, a seguito del colpo di stato effettuato dal Direttorio Civico, assunse la carica di Presidente di El Salvador. Pro-Patria, col tempo, divenne uno strumento di accentramento del potere nelle mani del Presidente fino a quando, nel maggio del 1944, a causa di un grande sciopero generale, fu costretto a dimettersi. Il 9 maggio Andrés Ignacio Menéndez assunse la guida del partito e dello Stato come Presidente Provvisorio. Menéndez venne poi deposto il 20 ottobre dello stesso anno da Osmín Aguirre y Salinas con un colpo di stato. Lo stesso giorno il Partito Nazionale della Patria fu definitivamente sciolto.

## Storia elettorale

### Elezioni presidenziali
| Elezione | Candidato                      | Voti    | %    | Risultato |
| -------- | ------------------------------ | ------- | ---- | --------- |
| 1935     | Maximiliano Hernández Martínez | 329.555 | 100% | Eletto ✔️ |
| 1939     | Maximiliano Hernández Martínez | 210.810 | 100% | Eletto ✔️ |
| 1944     | Maximiliano Hernández Martínez |         | 100% | Eletto ✔️ |

### Elezioni dell'Assemblea legislativa
| Elezioni | Presidente del Partito         | Voti               | %                  | Posizione          | Seggi              | +/–                | Altri Partiti        |
| -------- | ------------------------------ | ------------------ | ------------------ | ------------------ | ------------------ | ------------------ | -------------------- |
| 1932     | Maximiliano Hernández Martínez | Elezioni Annullate | Elezioni Annullate | Elezioni Annullate | Elezioni Annullate | Elezioni Annullate | Elezioni Annullate   |
| 1936     | Maximiliano Hernández Martínez |                    |                    | 1'                 | 42/42              | 42                 | unico partito legale |
| 1939     | Maximiliano Hernández Martínez | 210,810            | 100%               | 1'                 | 42/42              | Stabile            | unico partito legale |
| 1944     | Maximiliano Hernández Martínez |                    |                    | 1'                 | 42/42              | Stabile            | unico partito legale |